# Liste der Naturdenkmale in Trochtelfingen
| Naturdenkmale | Anzahl |
| ------------- | ------ |
| FND           | 9      |
| END           | 20     |
| Gesamt        | 29     |

Die Liste der Naturdenkmale in Trochtelfingen nennt die verordneten Naturdenkmale (ND) der im baden-württembergischen Landkreis Reutlingen liegenden Stadt Trochtelfingen. In Trochtelfingen gibt es insgesamt 29 als Naturdenkmal geschützte Objekte, davon 9 flächenhafte Naturdenkmale (FND) und 20 Einzelgebilde-Naturdenkmale (END).
Stand: 22. Juni 2017.

## Flächenhafte Naturdenkmale (FND)
| Name                        | Bild | Kennung     | Einzelheiten   | Position | Fläche Hektar | Datum         |
| --------------------------- | ---- | ----------- | -------------- | -------- | ------------- | ------------- |
| Flachsbühl                  | BW   | 84150730030 | Trochtelfingen | ⊙        | 3,4           | 26. Okt. 2016 |
| Heide im Hasental           | BW   | 84150730029 | Trochtelfingen | ⊙        | 0,4           | 26. Okt. 2016 |
| Hutewaldrelikt Spitzäcker   | BW   | 84150730035 | Trochtelfingen | ⊙        | 1,3           | 26. Okt. 2016 |
| Neugle                      | BW   | 84150730034 | Trochtelfingen | ⊙        | 2,7           | 26. Okt. 2016 |
| Ried                        | BW   | 84150730036 | Trochtelfingen | ⊙        | 1,4           | 26. Okt. 2016 |
| Sandgruben im Erbsenland    | BW   | 84150730031 | Trochtelfingen | ⊙        | 2,1           | 26. Okt. 2016 |
| Steinbruch am Gattenberg    |      | 84150730028 | Trochtelfingen | ⊙        | 2,4           | 26. Okt. 2016 |
| Weiher im Eggenfrischer Tal | BW   | 84150730032 | Trochtelfingen | ⊙        | 0,1           | 26. Okt. 2016 |
| Zwölf Jauchert              | BW   | 84150730033 | Trochtelfingen | ⊙        | 1,7           | 26. Okt. 2016 |
| Legende für Naturdenkmal    |      |             |                |          |               |               |

## Einzelgebilde (END)
| Name                           | Bild | Kennung     | Einzelheiten                                 | Position | Fläche Hektar | Datum         |
| ------------------------------ | ---- | ----------- | -------------------------------------------- | -------- | ------------- | ------------- |
| Bröller in Hausen              |      | 84150730045 | Trochtelfingen                               | ⊙        | 0,0           | 20. Feb. 2017 |
| Buche an der Heerstraße        | BW   | 84150730048 | Trochtelfingen Ehemals Baumgruppe (18 Bäume) | ⊙        | 0,0           | 20. Feb. 2017 |
| Buche im Zimmerloch            | BW   | 84150730037 | Trochtelfingen                               | ⊙        | 0,0           | 20. Feb. 2017 |
| Buchen am Goldberg             | BW   | 84150730043 | Trochtelfingen                               | ⊙        | 0,0           | 20. Feb. 2017 |
| Doppeleiche beim Kreuzstein    | BW   | 84150730040 | Trochtelfingen                               | ⊙        | 0,0           | 20. Feb. 2017 |
| Eiche im Gewann Laubenhülen    | BW   | 84150730051 | Trochtelfingen                               | ⊙        | 0,0           | 20. Feb. 2017 |
| Eiche und Buche im Triebbuch   | BW   | 84150730041 | Trochtelfingen                               | ⊙        | 0,0           | 20. Feb. 2017 |
| Eichen im Gewann Dottenberg    | BW   | 84150730052 | Trochtelfingen                               | ⊙        | 0,0           | 20. Feb. 2017 |
| Feldahorn beim Hagenberg       | BW   | 84150730049 | Trochtelfingen                               | ⊙        | 0,0           | 20. Feb. 2017 |
| Greifenwirts Doppelbuche       | BW   | 84150730042 | Trochtelfingen                               | ⊙        | 0,0           | 20. Feb. 2017 |
| Linde am Scharfrichterhaus     | BW   | 84150730044 | Trochtelfingen                               | ⊙        | 0,0           | 20. Feb. 2017 |
| Linde am Zwieselberg           | BW   | 84150730050 | Trochtelfingen                               | ⊙        | 0,0           | 20. Feb. 2017 |
| Linde im Gewann Köbele         | BW   | 84150730055 | Trochtelfingen                               | ⊙        | 0,0           | 20. Feb. 2017 |
| Linde in Wilsingen             | BW   | 84150730056 | Trochtelfingen Ehemals 2 Linden.             | ⊙        | 0,0           | 20. Feb. 2017 |
| Linden im Anger                | BW   | 84150730054 | Trochtelfingen                               | ⊙        | 0,0           | 20. Feb. 2017 |
| Mehlbeere im Gewann Dottenberg | BW   | 84150730053 | Trochtelfingen                               | ⊙        | 0,0           | 20. Feb. 2017 |
| Schulhaus-Eiche                | BW   | 84150730046 | Trochtelfingen                               | ⊙        | 0,0           | 20. Feb. 2017 |
| Weidbuche auf der Wacht        | BW   | 84150730047 | Trochtelfingen                               | ⊙        | 0,0           | 20. Feb. 2017 |
| Weidbuche Zimmerloch-Ost       | BW   | 84150730039 | Trochtelfingen                               | ⊙        | 0,0           | 20. Feb. 2017 |
| Weidbuche Zimmerloch-West      | BW   | 84150730038 | Trochtelfingen                               | ⊙        | 0,0           | 20. Feb. 2017 |
| Legende für Naturdenkmal       |      |             |                                              |          |               |               |

## Ehemalige Naturdenkmale
Im Vergleich mit Naturdenkmalliste von 1978 sind zahlreiche Naturdenkmale abgegangen oder aufgehoben worden:
| Name                     | Bild | Standort                                              | Einzelheiten |
| ------------------------ | ---- | ----------------------------------------------------- | ------------ |
| Untere Roßbuckelbuche    |      | Trochtelfingen, Gewann Roßbuckel                      |              |
| Runde Buche              |      | Trochtelfingen, am Erpfinger Weg                      |              |
| Bergulme                 |      | Trochtelfingen, Schelmental                           |              |
| 9 Weidebuchen            |      | Trochtelfingen, Gewann Eggenfrischer Burren           |              |
| 2 Eichen mit Hecke       |      | Trochtelfingen, Gewann Michelsbergrain                |              |
| Esche                    |      | Trochtelfingen, Auf dem Friedhof                      |              |
| Bergulme                 |      | Trochtelfingen, Auf dem Friedhof                      |              |
| Mehlbeerbaum             |      | Trochtelfingen, Gewann Klein Eschle                   |              |
| Hexeneiche               |      | Hausen an der Lauchert, Kohltal                       |              |
| Felsengruppe             |      | Hausen an der Lauchert, zwischen Kirche und Schule    |              |
| Weidewald                |      | Mägerkingen, Gewann Fohlengarten/An der Krummen Steig |              |
| Felsvorsprung            |      | Mägerkingen, Burrenberg                               |              |
| Eiche vor dem Rittertäle |      | Mägerkingen, Burren                                   |              |
| Weidebuche               |      | Mägerkingen, Steinriegel                              |              |
| 4 Ulmen                  |      | Steinhilben, an der Straße nach Oberstetten           |              |
| Weg-Esche                |      | Steinhilben, Weggabelung Oberstetten/Heerstraße       |              |
| Weidebuche               |      | Steinhilben, am Haidkapellenweg                       |              |